# Vlag van Nijmegen

Vlag van Nijmegen.

De vlag van Nijmegen is op 1 januari 1995 officieel door de gemeenteraad aangenomen als de vlag van de gemeente Nijmegen. Tot de jaren 50 was er altijd een vlag in gebruik met rode en zwarte banen, maar het aantal banen kon wisselen. In 1953 is er een vlag vastgesteld die dezelfde kleuren had als het stadswapen: zwart en rood.

## Geschiedenis
Op een zeer oud schippersantependium (ca. 1494) van de Sint-Olofskapel uit Nijmegen staat ook als Nijmeegse stadsvlag een gele vlag met daarop de zwarte adelaar. Ook het wit-rode boordsel, voorkomend op diverse afbeeldingen van Nijmeegse stadsvlaggen, en stammend uit de tijd dat Maximiliaan van Oostenrijk in 1482 zijn hand uitstrekte over de stad, is verloren gegaan.
Tot in de jaren 50 had Nijmegen geen officiële gemeentevlag. In die periode is het gebruikelijk dat het gemeentelijk of stadswapen dezelfde kleuren heeft als de vlag die de gemeente of stad gebruikt. De eerste door de gemeenteraad aangenomen vlag heeft drie gelijke banen geel-zwart-geel. De Nijmeegse gemeentearchivaris wilde de vlag laten wijzigen naar geel en zwart. Hij meende dat de kleur rood door de eeuwen van oranje naar geel was verkleurd. Nadat hij advies had ingewonnen en goedkeuring had gekregen van de Hoge Raad van Adel deed de gemeentearchivaris op 30 januari 1953 het voorstel aan de gemeenteraad om de vlag in geel en zwart uit te voeren. De gemeenteraad wilde echter de historische kleuren handhaven en koos op 10 juni 1953 voor een voorlopige vaststelling in de kleuren rood en zwart. De kleurendiscussie was hiermee nog niet beslecht. Na lang beraad drong burgemeester Hustinx er op aan om de vlag vast te stellen met de drie horizontale banen in chromaatgeel en zwart. Deze vlag werd uiteindelijk vastgesteld.

Voorstel Hoge Raad van Adel
Volgens tijdelijk besluit
Vaststelling tot 1994

In 1994 besluit de gemeenteraad om de historische correcte vlag aan te nemen. Deze kleuren komen ook voor op de luiken van de Latijnse School en de Waag. In de Commanderie van Sint Jan staan een schandton en een kovel (ceremoniële kap) van de burgemeester van Nijmegen. De burgemeester droeg deze kap tussen 1592 en 1770.
Het grootste bewijs komt echter van het 'antependium', het voorhangsel van de altaartafel uit de Sint-Olofskapel van het Schippersgilde. Een vlag nabij de mastkorf op een schip toont twee banen, de bovenste is zwart en de onderste is rood.

## Trivia
De kleuren van de vlag van Nijmegen komen niet terug in het wapen van Nijmegen, in tegenstelling tot de meeste vlaggen en wapens van Nederlandse gemeentes.